# Ithycythara cymella
Ithycythara cymella är en snäckart som först beskrevs av Dall 1889.  Ithycythara cymella ingår i släktet Ithycythara och familjen kägelsnäckor. Inga underarter finns listade i Catalogue of Life.